# Išinomaki
Išinomaki (japonsky 石巻市) je město v prefektuře Mijagi v Japonsku. K roku 2018 mělo přibližně 143 tisíc obyvatel.

## Poloha
Išinomaki leží v oblasti Tóhoku na severu ostrova Honšú. Leží na východní straně ostrova na při ústí řeky Kitakami do Tichého oceánu jižně od Kesennumy a severně od Sendai. Přímo sousedí na jihozápadě s Higašimacušimou, na západě s Misatem a Wakujou, na severu s Tome a Minamisanriku a na východě s Onagawou.

## Dějiny
Išinomaki vzniklo jako samostatná obec od 1. června 1889 v rámci správní reformy.
V roce 2011 patřilo Išinomaki mezi města těžce poškozená březnovým zemětřesením v Tóhoku.